# تپه ده‌سواران ۱۳
تپه ده سواران ۱۳ مربوط به دوران پارینه‌سنگی جدید - دوران فرادیرینه‌سنگی است و در شهرستان کرمانشاه، بخش مرکزی، دهستان قره سو، ۹۰۰ متری جنوب روستای ده سواران واقع شده و این اثر در تاریخ ۱۸ اسفند ۱۳۸۷ با شمارهٔ ثبت ۲۴۹۱۶ به‌عنوان یکی از آثار ملی ایران به ثبت رسیده است.